# Port de Pals

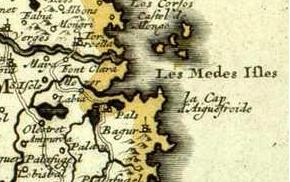
Mapa de Catalunya any 1696 publicat en Amsterdam per Cornelis Danckerts a on es pot veure l'entrada de Pals

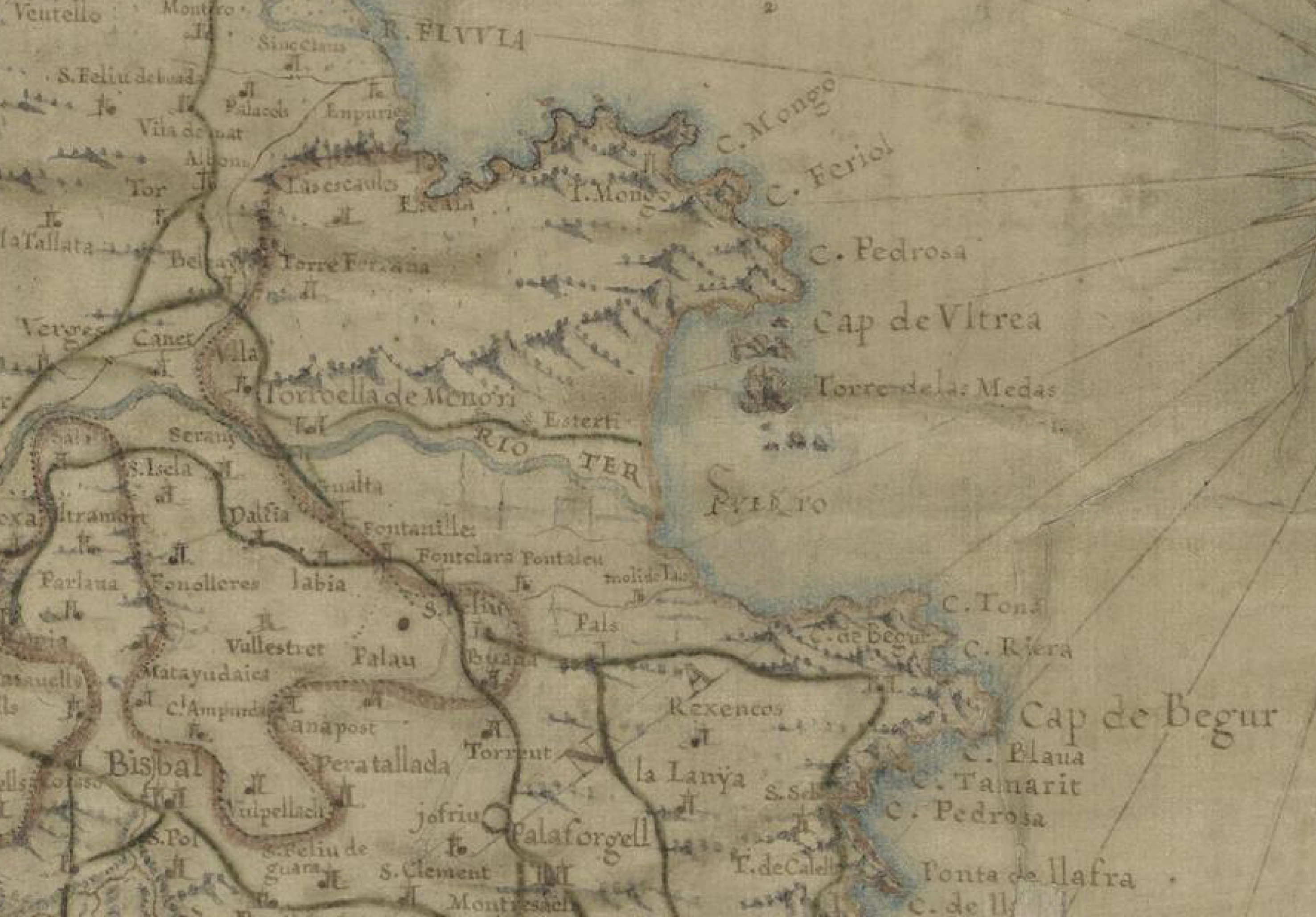
Mapa del Principado de Cataluña de Ambrosio Borsano, de 1687, amb la llegenda "Puerto" davant de la gola del Ter. Biblioteca Nacional de España.

El port de Pals fou un antic port marítim que alguns historiadors creuen hi hagué a Pals de l'Empordà. El nom de Pals prové del llatí Palus que significa terreny pantanós, nom molt apropiat per definir una zona que antigament era plena d'aiguamolls i pantans.
La platja de Pals ara és rectilínia perquè els arrossegaments que el riu Ter porta dipositant des del segle xiii superen més d'un milió de metres cúbics i a causa dels diversos desviaments del Ter i el Daró hi ha hagut un canvi geomòrfic.

## Eva Sans
La investigadora Eva Sans del Cercle Català d'Història va trobar a l'Arxiu de la Corona d'Aragó un albarà amb un segell, sigil·logràfic de la cort de la Batllia del Castell de Pals datat a 29 de juliol de 1406 a on fa referència a un patró de llagut, de Palamós, el qual hauria carregat al Port de Pals una mercaderia. Per Eva Sans aquesta troballa demostra que Pals tenia port a principis del segle xv.

## Jordi Bilbeny
Segons Jordi Bilbeny i altres investigadors de l'Institut Nova Història, hi ha múltiples documents que parlen explícitament del “port de Pals” al segle xv, com ha recollit l'arxiver H. P., a la seva tesi doctoral sobre els ports catalans de la Catalunya septentrional a la segona meitat del segle xv. I, fins i tot, conservem gravats de principis del segle xviii on es pot observar el port de Pals, amb naus de gran arboradura ancorades. Avui dia encara és viu a la Platja de Pals el topònim d'“el Grau”, que vol dir port.

## Altres investigadors
- El geòleg Joan Carandell i Pericay ens diu al seu llibre El Bajo Ampurdan que Torroella era un port en temps de la dominació romana, avui està a més de 5 km del mar; des de l'any 1300, el mar que envoltava el promontori de la Fonollera ha retrocedit quasi dos kilòmetres així com els vents del N; NNE i en han anat configurant al llarg de la platja de Pals les dunes que avui en dia coneixem i admirem.
- Pella i Forgas a la seva obra Història de l'Empordà transcriu documents demostratius de com al voltant de l'any 1302, Ponç II d'Empúries canvia el curs del Ter a Verges.

El paisatge que contemplem ara no és el mateix que en segles anteriors. On ara hi ha plantacions d'arròs i pins, abans hi havia vinyes i aigua. Carandell també ens parla d'un paisatge no tan allunyat en el temps però si residual del que va ser amb anterioritat i així en el seu treball especifica que “per la configuració de la costa hi ha abundància de sardines i tota classe de peix de la mateixa fami·lia que agraeixen dues coses: la poca espessor de les aigües i l'abundància de residus orgànics que crien una abundant vegetació submarina. Això és el que passa al Grau del Ter, viver de riquíssima pesca, amb abundància de llisses, llobarros, i tota classe de peixos amants de la barreja d'aigua dolça i salada.

## Molí de Pals,seglexv
L'any 1452 el batlle del Reial Patrimoni de Catalunya amb el consentiment de la reina Maria, dona d'Alfons el Magnànim, dona llicència a Miquel Pere per construir un molí arrosser a prop de Pals i fer un canal del riu Ter al molí i un altre del molí fins al mar, podent reforçar la seva sortida al mar perquè la sorra no tapés el seu curs i els vaixells poder-hi entrar i sortir sense dificultat.

## Cas Ntra. Sra. de Monte Negro
El 24 de setembre de 1790 Bartholomé Copelo capità d'un vaixell polacra que es diu “ Ntra Sra. de Monte Negro” matriculat a Jerusalem amb càrrega de botada que fa la ruta:
PALS-PUERTO FINO-ANGAY-BARCELONA
i diu el següent:
En la ciudad de Barcelona a los veinte y nueve dias del mes de setiembre del año mil setecientos
noventa: Compareció personalmente en este Tribunal Real del Consulado de Comercio de esta
ciudad y provincia el capitan Bartholomé Copelo que lo es de su polacra Gerosolimitana nombrada
Ntra Sra. de Monte Negro.
Y digo que estando el buque bien estaño, y equipado de todo lo necesario para la navegación salió
de Pals el dia veinte y dos de julio con cargo de botada y desde dicho Puerto hasta Puerto Fino por
la Mañana que hallándose sobre Angay en Francia tuvo un fuerte temporal de viento...
Per tant, tenim que l'any 1790 surt un vaixell del port de Pals amb càrrega de vi, pateix una avaria i
el patró interposa una queixa la qual - tal com ens explica el mateix tribunal de comerç- té una
validesa notarial, a fi que li sigui dampnificada la càrrega a través probablement de l'assegurança
que devia tenir contractada.

## Procés de 1607
A l'Arxiu de la Corona d'Aragó hi consta el procés del segle xvii entre el mercader Josep Cerda contra el procurador del castell de la Vila de Pals, a on consta el testimoni del pescador Montserratus Simon Piscator de la vila de Palamós que diu:
“...i aquest any a la mar de Pals... que venim aquí de molt bona gana perquè tenim aquesta
pesca de la mar de Pals per la millor pesca de serdinals de tota la costa...”.
En el procés s'explica la forma del port o grau que tenia a l'època: 
“... Y es manament del Procurador Real a instància dels Senyors jurats del dit terme del castell de
Pals que ningun foraster gosa llenyar en los comuns del terma del dit Castell de Pals en lo grau de
dita vila de Pals que es junta la mar y aygua dolça amb terra fins que es junta amb la mar y lo peix
de la mar entra i ja en dit grau per la barra y dit grau entra en terra i fan gran circuit a modo
d'estany y en ell se junten les aygues del Rech del molí del senyor Taffurer i del Rech del Coll.”

## Diccionari oficial de Miñano-Machuca
El 1827 Sebastián de Miñano y Bedoya,Tomás López de Vargas Machuca al seu "Diccionario geografico-estadistico de España y Portugal" diuen del port de Pals:
" ..ALS, V. R. de España, provincia de Cataluña, corregimiento y obispado de Gerona* A. O., 300 vecinos, 1,500 habitantes, una • parroquia, un hospital. Situada en una pe- queña altura, a una legua del mar por la parte del E., y la rodea una dilatada cam- piña: este puerto no está habilitado.."

## Alexandre de Laborde
Alexandre de Laborde el 1834 al seu Itinéraire descriptif de l'Espagne va escriure textualment: "..A l'embocadura comença la platja de Palz, que s'estén la distància d'una llegua, i al final de la platja hi ha la torre del mateix nom, que protegeix un petit port anomenat "de Riera". En aquest punt la costa comença a pujar fins al port de Palamós a dues llegües i mitja.."

## Vegeu
- Pals
- Molí de Pals
- Tesi del port de Pals